# Avenida Jorge Newbery
La calle Jorge Newbery es una calle de la Ciudad de Buenos Aires que comienza en la Avenida Warnes y termina en la Avenida Libertador. Recorre los barrios de Chacarita, Colegiales y Palermo .

## Recorrido
Inicia su recorrido en la intersección con la Avenida Warnes, cruza por debajo el viaducto del Ferrocarril San Martín, en dicho cuenta con dos carriles por mano hasta el cruce con la Avenida Corrientes, donde se convierte en una avenida de mano única hacia el noreste. Entre Conesa y Ciudad De La Paz es una calle de doble mano. Luego de cruzar Ciudad De La Paz se vuelve de mano única hacia el noreste hasta la Avenida Cabildo donde se interrumpe. Posterior a la Avenida Luis María Campos  retoma la calle, en este caso mano única hacia el oeste hasta  Libertador, donde termina.
Cuenta con una ciclovía entre la Avenida Corrientes y la Calle Enrique Martínez.
.